# (1448) Lindbladia
(1448) Lindbladia – planetoida z pasa głównego asteroid okrążająca Słońce w ciągu 3 lat i 240 dni w średniej odległości 2,37 au. Została odkryta 16 lutego 1938 roku w Obserwatorium Iso-Heikkilä w Turku przez Yrjö Väisälä. Nazwa planetoidy pochodzi od Bertila Lindblada (1895-1965), szwedzkiego astronoma, dyrektora Obserwatorium w Sztokholmie. Przed nadaniem nazwy planetoida nosiła oznaczenie tymczasowe (1448) 1938 DF.